# Peregu Mic
Peregu Mic (węg. Kispereg) – wieś w Rumunii, w okręgu Arad, w gminie Peregu Mare. W 2011 roku liczyła 840 mieszkańców. 